# Ferrysburg
Ferrysburg è un comune degli Stati Uniti d'America, situato nello Stato del Michigan, nella contea di Ottawa.

## Storia
La colonizzazione dell'area di Ferrysburg fu iniziata negli anni trenta del XIX secolo da William Montague Ferry e il centro abitato venne costituito e registrato ufficialmente dai suoi figli nel 1857.